# Homer the Smithers
"Homer the Smithers" är avsnitt 17 från säsong sju av Simpsons. Avsnittet sändes på Fox i USA den 25 februari 1996. I avsnittet tar Smithers semester och Homer blev Mr. Burns nya assistent. Avsnittet skrevs av John Swartzwelder och regisserades av Steven Dean Moore efter en idé av Mike Scully. Avsnittet innehåller referenser till Busungarna och A Clockwork Orange. Avsnittet har mest fått positiva recensioner från kritikerna och fick en Nielsen ratings på 8.8, och var det femte mest sedda programmet på Fox under veckan.

## Handling
Efter att Springfields kärnkraftverk haft en tillställning för de anställda på en dragracingbana mår Waylon Smithers dåligt då han inte skyddar Mr. Burns då Lenny som är lite berusad vill tacka Burns för evenemanget. Burns övertalar Smithers att ta semester och han bestämmer sig för att låta Homer blir hans vikarie. Smithers åker iväg till en resort för homosexuella. Homer blir trött av att jobba som Burns assistent och blir ofta utskälld av honom, det slutar med att Homer slår ner Burns.
Homer får dåligt samvete och tänker be om ursäkt men upptäcker att Burns insett att han klarar sig själv, som attanvända telefonen och brygga kaffe. Det går dåligt till en början men han lär sig snabbt själv. Då Smithers kommer tillbaka avskedar Burns honom då han inte behöver honom längre. Smithers försöker hitta ett nytt jobb men hittar inget och tillsammans med Homer försöker han få Burns att återanställa honom. De låter Burns få ta emot ett samtal från hans mamma som han hatar men Homer råkar koppla bort henne i växeln och de blir avslöjade då han får imitera henne. Smithers och Homer börjar bråka på Burns kontor och det slutar med att Burns faller ut genom fönstret och behöver Smithers igen då han blir sängliggande en tid. Homer får som tack en fruktkorg av Smithers.

## Produktion
Avsnittet skrevs av John Swartzwelder efter en idé av Mike Scully. Bill Oakley och Josh Weinstein ville ha minst 15 avsnitt per säsong som handlade om familjen. De ville att familjen skulle bli mer verklig och tyckte avsnittet var ett bra exempel på detta. Då Scully presenterade idén till Oakley var han förvånad över att det inte hade gjorts tidigare. Han tyckte att avsnittet borde gjort under säsong tre då det var simpel och originellt.
Weinstein har berättar att avsnittet var en möjlighet för Oakley och Swartzwelder att utveckla Burns som de båda gillar eftersom han är så gammal och föråldrad så de måste kolla upp gamla ord. Burns svarar i telefonen med "Ahoy, hoy!" som rekommenderades av Alexander Graham Bell. Burns kök innehåller många saker från förr. För att inspireras köpte Weinstein flera gamla böcker med köksdesign. Oakley hade för första gången i avsnittet nytta av björnen som finns i Burns kontor Matt Groening har noterat att musiken var svår att göra i avsnittet och att den liknar lite den i Futurama. Då avsnittet hade animerats tyckte produktionen att scenen då Homer och Smithers slåss lät för våldsamt. De fick göra om ljudet så det lät mera kul.

## Kulturella referenser
Då Homer vaknar för att göra i ordning Mr. Burns frukost berättar Marge för honom i sängen att klockan är 4.30 och Busungarna börjar först 6. Smithers använder en Macintosh med Mac OS Classic då han söker efter sin vikarie. Burns ber Homer göra Postum till frukost. I slutet av avsnittet blir Burns matad av Smithers med en sked då han ligger i scenen som en referens till A Clockwork Orange. Att Burns ramlar ut genom fönstret är också i en referens till A Clockwork Orange.

## Mottagande
Avsnittet hamnade på plats 60 över mest sedda program under veckan med en Nielsen ratings på 8.8. Avsnittet var det fjärde mest sedda på Fox under veckan. Dave Foster från DVD Times anser att avsnittet visar hur mycket Smithers hjälper Mr. Burns. Han gillar animeringen då Homer ber om ursäkt till Burns. Från DVD Movie Guide har Colin Jacobson njutit då han såg avsnittet och den visar tydligt Smithers sexuella läggning under hans semester. Jacobson hade velat se mer scener från Smithers semester och gillar att karaktärerna utvecklas och det är underhållande att se Homer ta hand om Burns. Jennifer Malkowskifrån DVD Verdict anser att den bästa delen är då Smithers är på semestern och gav avsnittet A-. I boken I Can't Believe It's a Bigger and Better Updated Unofficial Simpsons Guide har Warren Martyn och Adrian Wood kallat avsnittet för en väldigt bra avsnitt och ovanligt överlevande för säsongen.